# ヨハン6世 (ナッサウ＝ディレンブルク伯)
ヨハン6世（Johann VI., 1536年11月22日 - 1606年10月8日）はナッサウ＝ディレンブルク伯。ナッサウ家の一族で、オラニエ＝ナッサウ家の祖であるオラニエ公ウィレム1世の弟。ナッサウ＝ディレンブルク伯ヴィルヘルム1世とその妻ユリアーナ・ツー・シュトルベルクの間の次男。オランダではヤン・デ・アウデ（Jan de Oude）と呼ばれ、オランダ王家の祖の1人と見なされている。
兄ウィレム1世がオラニエ公領を相続したため、ナッサウ家の強大化を嫌った神聖ローマ皇帝カール5世の意向により、父ヴィルヘルムのディレンブルク伯位と所領はヨハンが相続した。八十年戦争において兄や弟たちとともに活躍し、ユトレヒト同盟の成立に尽力、またヘルダーラント州の総督（1578年 - 1581年）も務めた。その後、兄とは一線を画して、ドイツ西部のナッサウ家の所領の経営と、兄と自身の大勢の子たちの養育に当たった。

## 家族
父や兄と同様に多くの子をもうけている。
1559年にエリーザベト・フォン・ロイヒテンベルク（1537年 - 1579年）と最初の結婚をし、11子をもうけた。
- ヴィルヘルム・ルートヴィヒ（ウィレム・ローデウェイク、1560年 - 1620年） - ナッサウ＝ディレンブルク伯、フリースラント州・フローニンゲン州総督
- ヨハン7世（1561年 - 1623年） - ナッサウ＝ジーゲン伯
- ゲオルク（英語版）（ヘオルヘ、1562年 - 1623年） - ナッサウ＝ディレンブルク伯
- エリーザベト（1564年 - 1611年）
- ユリアナ（1565年 - 1630年）
- フィリップ（英語版）（フィリップス、1566年 - 1595年）
- マリア（英語版）（1568年 - 1625年）
- アンナ・ジビラ（1569年 - 1576年）
- マティルデ（1570年 - 1625年）
- エルンスト・カジミール（エルンスト・カシミール、1573年 - 1632年） - ナッサウ＝ディーツ伯、フリースラント州・フローニンゲン州総督
- ルートヴィヒ・ギュンター（英語版）（ローデウェイク・ヒュンテル、1575年 - 1604年）

1580年にクニグンデ・ヤコバ・フォン・ジンメルン（1556年 - 1586年）と2度目の結婚をし、2女をもうけた。
- マリア・アマリア（英語版）（1582年 - 1635年）
- クニグンデ（1583年 - 1584年）

1586年にヨハンネッタ・フォン・ザイン＝ヴィトゲンシュタインと3度目の結婚をし、7子をもうけた。
- ゲオルク・ルートヴィヒ（1588年）
- ヨハン・ルートヴィヒ（英語版）（ヨハン・ローデウェイク、1590年 - 1653年）
- ヨハンネッタ・エリーザベト（1593年 - 1654年）
- アンナ（1594年 - 1660年）
- マグダレーナ（1595年 - 1633年）
- アンナ・アマリア（1599年 - 1667年）
- ユリアーネ（1602年）

フローニンゲン州とフリースラント州の総督はヨハンの家系が世襲したが、エルンスト・カジミールの曾孫ヨハン・ウィレム・フリーゾはウィレム3世（イングランド王ウィリアム3世）で直系が断絶したオラニエ＝ナッサウ家を相続した。